# Marita Koch
Marita Koch, później Marita Meier-Koch (ur. 18 lutego 1957 w Wismarze) – wschodnioniemiecka lekkoatletka, specjalizująca się w biegach sprinterskich. Podczas swojej długoletniej kariery sportowej pobiła szesnaście sprinterskich rekordów świata na otwartym stadionie oraz czternaście rekordów świata w hali.

## Kariera sportowa
Startowała na igrzyskach olimpijskich w Montrealu, w ich trakcie odpadła w ćwierćfinale biegu na 400 m. Natomiast na igrzyskach olimpijskich w Moskwie zdobyła indywidualnie złoty medal w biegu na 400 m oraz srebrny w biegu sztafetowym 4 × 400 m. Bojkot igrzysk olimpijskich w Los Angeles przez państwa komunistyczne sprawił, że Koch nie powiększyła swojego olimpijskiego dorobku medalowego.
Marita Koch była także wielokrotną mistrzynią Europy na dystansie 400 m w Pradze 1978, Atenach 1982 i Stuttgarcie 1986. 
Pierwszy ze swoich rekordów ustanowiła w 1977 w biegu na 400 m w hali podczas zawodów w Mediolanie, które przebiegła w czasie 51,8 s. Przełomowy w jej karierze był rok 1978. Wtedy odebrała Irenie Szewińskiej rekordy świata na 200 i 400 m na otwartym stadionie. W finale mistrzostw Europy w Pradze jako pierwsza kobieta przebiegła 400 m poniżej 49 s (48,94). Ostateczny rekord na tym dystansie (aktualny do dziś) Koch ustanowiła 6 października 1985 w Canberze czasem 47,60 s. W 1979 jako pierwsza sprinterka przebiegła 200 m poniżej 22 sekund (21,71). Pięć lat później, w 1984, wyrównała ten wynik.
Na swoich koronnych dystansach 200 i 400 m Marita Koch rzadko ponosiła porażki. Do grona biegaczek, które zdołały ją pokonać należały: Irena Szewińska na 400 m w 1977, Evelyn Ashford na 200 m w 1979, Jarmila Kratochvílová na 400 m w 1981 oraz na 200 m w 1983, Bärbel Eckert-Wöckel na 400 m w 1982 oraz Valerie Brisco-Hooks na 200 m w 1985.
W latach 1980–1985 Marita Koch ustanowiła wiele rekordów w biegach w hali na 50 i 60 m, gdzie rywalizowała ze swoją rodaczką Marlies Göhr.
Kolejne rekordy ustanowiła biegając w enerdowskich sztafetach 4 × 100 m i 4 × 400 m. Biegając w tej pierwszej ustanowiła wraz z koleżankami (m.in. z Göhr) rekordy świata w 1979 i 1983. Biegając na 4 razy dłuższym dystansie ustanowiła rekordy w 1982 i 1984. Była również rekordzistką świata w nieolimpijskiej konkurencji sztafety 4 × 200 m w 1980. 
W 1987 zakończyła swoją karierę sportową.

## Rekordy życiowe
- Bieg na 100 metrów – 10,83 (3 czerwca 1984 Berlin)
- Bieg na 200 metrów – 21,71 (10 czerwca 1979 Karl-Marx-Stadt), były rekord świata
- Bieg na 400 metrów – 47,60 (6 października 1985 Canberra), rekord świata
- Sztafeta 4 × 100 metrów – 41,53 (31 lipca 1983 Berlin), były rekord świata
- Sztafeta 4 × 200 metrów – 1:28,15 (9 sierpnia 1980 Jena), były rekord świata i aktualny rekord Europy
- Sztafeta 4 × 400 metrów – 3:15,92 (3 czerwca 1984 Erfurt), były rekord świata

Została odznaczona Złotym, Srebrnym i Brązowym Orderem Zasług dla Ojczyzny